# Mexico's Next Top Model (mùa 5)
Mexico's Next Top Model, Mùa 5 là mùa thứ năm của Mexico's Next Top Model. Chương trình được chiếu trên Sony Entertainment Television vào ngày 29 tháng 9 năm 2014.
Đây là mùa đầu tiên có điểm đến quốc tế là Los Angeles dành cho top 5.
Người chiến thắng trong cuộc thi mùa này là Vanessa Ponce, 22 tuổi từ León. Cô nhận được:
- 1 hợp đồng người mẫu và đại diện của Queta Rojas Model Management
- Xuất hiện trên 8 trang biên tập cho tạp chí Glamour
- Chiến dịch quảng cáo cho Mary Kay trị giá Mex$50.000
- 1 chuyến đi tới New York cho New York Fashion Week được tài trợ bởi Tommy Hilfiger
- 1 bộ trang phục của Tommy Hilfiger trị giá Mex$125.000
- 1 chiếc xe Volkswagen Tiguan
- Giải thưởng tiền mặt trị giá Mex$300.000

## Thí sinh
| Thí sinh         | Tuổi | Chiều cao              | Quê quán         | Bị loại ở | Hạng              |
| ---------------- | ---- | ---------------------- | ---------------- | --------- | ----------------- |
| Nydia Galindo    | 23   | 1,80 m (5 ft 11 in)    | Zacatlán         | Tập 2     | 13                |
| Montserrat Curis | 18   | 1,70 m (5 ft 7 in)     | Puebla           | Tập 3     | 12                |
| Diana Gill       | 22   | 1,75 m (5 ft 9 in)     | Los Mochis       | Tập 4     | 11                |
| Samantha Ochoa   | 22   | 1,77 m (5 ft 9+1⁄2 in) | Aguascalientes   | Tập 5     | 10                |
| Andrea Ibañez    | 22   | 1,73 m (5 ft 8 in)     | Puebla           | Tập 6     | 9                 |
| Elsa Chapa       | 23   | 1,75 m (5 ft 9 in)     | Monterrey        | Tập 7     | 8                 |
| Elisa Garcia     | 18   | 1,75 m (5 ft 9 in)     | Hermosillo       | Tập 8     | 7                 |
| Kristen Fara     | 18   | 1,74 m (5 ft 8+1⁄2 in) | Chihuahua City   | Tập 9     | 6 (dừng cuộc thi) |
| Nebai Torres     | 21   | 1,76 m (5 ft 9+1⁄2 in) | Guadalajara      | Tập 11    | 5–4               |
| Roxana Reyes     | 21   | 1,76 m (5 ft 9+1⁄2 in) | Zacatecas        | Tập 11    | 5–4               |
| Miranda Chamosa  | 20   | 1,74 m (5 ft 8+1⁄2 in) | Federal District | Tập 12    | 3                 |
| Mariana Berumen  | 22   | 1,78 m (5 ft 10 in)    | León             | Tập 12    | 2                 |
| Vanessa Ponce    | 22   | 1,72 m (5 ft 7+1⁄2 in) | León             | Tập 12    | 1                 |

## Thứ tự gọi tên
| 1  | Vanessa    | Elisa      | Elisa      | Vanessa  | Nebai    | Elsa    | Roxana  | Mariana | Miranda | Miranda | Mariana      | Vanessa |  |  |  |  |  |  |  |  |  |  |  |  |
| 2  | Mariana    | Kristen    | Nebai      | Miranda  | Vanessa  | Vanessa | Miranda | Roxana  | Kristen | Vanessa | Vanessa      | Mariana |  |  |  |  |  |  |  |  |  |  |  |  |
| 3  | Andrea     | Vanessa    | Miranda    | Elisa    | Roxana   | Kristen | Nebai   | Vanessa | Mariana | Mariana | Miranda      | Miranda |  |  |  |  |  |  |  |  |  |  |  |  |
| 4  | Roxana     | Elsa       | Kristen    | Elsa     | Kristen  | Nebai   | Mariana | Kristen | Vanessa | Nebai   | Nebai Roxana |         |  |  |  |  |  |  |  |  |  |  |  |  |
| 5  | Kristen    | Andrea     | Elsa       | Roxana   | Mariana  | Mariana | Vanessa | Miranda | Roxana  | Roxana  | Nebai Roxana |         |  |  |  |  |  |  |  |  |  |  |  |  |
| 6  | Samantha   | Nebai      | Vanessa    | Nebai    | Elsa     | Miranda | Elisa   | Nebai   | Nebai   |         |              |         |  |  |  |  |  |  |  |  |  |  |  |  |
| 7  | Nydia      | Montserrat | Mariana    | Mariana  | Miranda  | Roxana  | Kristen | Elisa   |         |         |              |         |  |  |  |  |  |  |  |  |  |  |  |  |
| 8  | Nebai      | Diana      | Roxana     | Kristen  | Andrea   | Elisa   | Elsa    |         |         |         |              |         |  |  |  |  |  |  |  |  |  |  |  |  |
| 9  | Elisa      | Miranda    | Diana      | Samantha | Elisa    | Andrea  |         |         |         |         |              |         |  |  |  |  |  |  |  |  |  |  |  |  |
| 10 | Diana      | Samantha   | Andrea     | Andrea   | Samantha |         |         |         |         |         |              |         |  |  |  |  |  |  |  |  |  |  |  |  |
| 11 | Elsa       | Mariana    | Samantha   | Diana    |          |         |         |         |         |         |              |         |  |  |  |  |  |  |  |  |  |  |  |  |
| 12 | Miranda    | Roxana     | Montserrat |          |          |         |         |         |         |         |              |         |  |  |  |  |  |  |  |  |  |  |  |  |
| 13 | Montserrat | Nydia      |            |          |          |         |         |         |         |         |              |         |  |  |  |  |  |  |  |  |  |  |  |  |

     Thí sinh bị loại
     Thí sinh dừng cuộc thi
     Thí sinh ban đầu bị loại nhưng được cứu
     Thí sinh chiến thắng cuộc thi
- Trong tập 1, từ 20 từ bán kết được giảm xuống còn 13 thí sinh.
- Trong tập 9, Kristen dừng cuộc thi sau khi biết cô đã được an toàn và đó đã cứu Nebai trong việc bị loại.
- Trong tập 10, Roxana ban đầu bị loại khi cô ở cuối bảng với Nebai.
- Trong tập 11, Nebai và Roxana đều bị loại trong khi ở cuối bảng.
- Tập 13 là tập ghi lại khoảnh khắc từ đầu cuộc thi

### Buổi chụp hình
- Tập 1: Tạo dáng trong quân đội; Ảnh selfie trong áo tắm; Quay video mở đầu chương trình (casting)
- Tập 2: Sự thu hút chết người của đồng tính
- Tập 3: Ảnh chân dung và toàn thân diện mạo mới
- Tập 4: Những khuyết điểm về ngoại hình trong rạp xiếc
- Tập 5: Trình diễn thời trang trong trang phục sặc sỡ
- Tập 6: Đầm dạ hội dưới nước
- Tập 7: Vũ công balê trên đôi cà kheo
- Tập 8: Lơ lửng trên khinh khí cầu
- Tập 9: Những nhân vật cổ tích trong Once Upon a Time
- Tập 10: Tạo dáng ở tiệc hồ bơi cho Tommy Hilfiger
- Tập 11: Quảng cáo cho xe Volkswagen
- Tập 12: Tạo dáng với gia đình; Trang biên tập cho tạp chí Glamour

### Diện mạo mới
- Andrea: Nhuộm màu sáng hơn
- Diana: Tóc bob với mái ngố
- Elisa: Tóc tém màu đỏ rực
- Elsa: Nhuộm màu vàng dâu
- Kristen: Nhuộm màu vàng bạch kim với mái ngố
- Mariana: Nhuộm màu nâu sáng
- Miranda: Cắt đều và nhuộm màu sáng hơn
- Montserrat: Nhuộm màu sáng hơn và để tóc vẫy sóng
- Nebai: Cắt ngắn tới cổ và thêm mái ngố
- Roxana: Nhuộm màu nâu sáng
- Samantha: Cắt thẳng phần dưới của tóc
- Vanessa: Thêm highlight và để tóc vẫy sóng